# 三宅卓
三宅 卓（みやけ すぐる、1952年1月18日 - ）は、日本の実業家。株式会社日本M&Aセンター代表取締役社長、一般社団法人M&A仲介協会理事長。同社会長の分林保弘とともに設立に参加し、中小企業M&Aの第一人者として牽引。中堅・中小企業のM&A実務における草分け的存在であり、経験に基づくM&Aセミナーは毎回好評。

## 経歴
- 1943年 神戸市で生まれ育つ。
- 1977年 大阪工業大学工学部経営工学科（現在、経営工学モジュールは情報科学部データサイエンス学科に移管）卒業後、日本オリベッティ(現:NTTデータジェトロニクス)入社。現会長分林を上司として会計事務所営業などを経験。
- 1991年 日本M&Aセンター入社。
- 2008年より現職。
- 2021年より初代一般社団法人M&A仲介協会理事長[4]。

## エピソード
- カンブリア宮殿で、インタビューアーの村上龍から著作『会社が生まれ変わるために必要なこと』について、「今年読んだ本で一番面白かった」といわれる[5]。
- 定期的にアマチュアバンド活動をしており、そのバンド仲間を日経新聞「交遊抄」で紹介している[6]。
- オーディオ機器やレコード収集が趣味で、テレビ東京「戦士の逸品」では、自宅のオーディオルームを公開している[7]。

## 書籍

### 著書
- 『会社はいくらで売れるか 売れる会社と売れない会社』（1998年11月26日、あさ出版）ISBN 978-4900699281
- 『会社の買い方教えます。』（2005年5月17日、あさ出版）ISBN 978-4860631055
- 『会社が生まれ変わるために必要なこと M&A「成功」と「幸せ」の条件』（2010年6月7日、経済界 リュウブックス・アステ新書）ISBN 978-4766710908
- 『会社・社員・お客様 みんなを幸せにするM&A 〜実例に基づく7つのM&Aストーリー』（2013年10月10日、あさ出版）ISBN 978-4-86063-576-3
- 『M&Aを成功に導くPMI 事例に学ぶ経営統合のマネジメント』（2015年6月1日、プレジデント社）ISBN 9784833450713
- 『後悔を残さない経営 社長が60歳になったら 考えるべきこと やるべきこと やってはいけないこと』（2018年9月7日、あさ出版）ISBN 978-4866670683
- 『会社を“守る"M&A、“伸ばす"M&A』（2021年11月2日、日本経済新聞出版）ISBN 9784532324391

### 寄稿
- 週刊金融財政事情 4月9日号『特集　後継者難と中小企業M&A』「戦略的M&A提案は地域金融機関最強の営業ツール」

## メディア

### TV
- 戦士の逸品 "三宅卓の逸品「オーディオルーム」日本M&Aセンター社長 三宅卓氏の逸品は「オーディオルーム」だった。"（2012年1月10日、テレビ東京）[8]
- 日経スペシャル カンブリア宮殿 これがハッピーになるM&Aだ！～日本企業が強くなる方法教えます～（2012年8月9日、テレビ東京）[9]